# 정장상팡
정장상팡(중국어: 鄭張尚芳 Zhèngzhāng Shàngfāng[*], 1933년 8월 9일 ~ 2018년 5월 19일)은 중국의 언어학자로, 그의 상고한어 재구로 잘 알려져 있다.

## 생애
중국 저장성 원저우시 근교에서 정샹팡(鄭祥芳)으로 태어났으며, 원저우 방언에서 祥과 尚의 발음이 같은 탓에 나중에 이름이 상팡(尚芳)으로 바뀌었다. 고등학생 시절 어머니의 성씨를 덧붙여 성이 "정장"(鄭張)이 되었다.
당시 그는 역사 음운론에 관심을 가지고 원저우의 도서관에서 자오위안런, 왕리 등의 저작을 읽었다. 가정사로 인해 북경지질대학에 입학하여 지질학 공부를 시작하였으나 여가시간에 상고한어 음운론을 공부하고 특히 어미와 모음 체계에 관한 생각을 발전시켰다. 1960~70년대에 원저우에서 뤼수샹(吕叔湘)과 방언 조사 작업을 맡았으나 문화대혁명이 일어나 공장으로 보내졌다. 중국 공산당 내 파벌 싸움으로 공장이 문을 닫던 시절 그는 판우윈(潘悟云) 등과 의견을 교환하며 그의 상고한어 재구를 6모음 체계로 다듬었다. 거의 같은 체계가 윌리엄 백스터와 세르게이 스타로스틴에 의해 독립적으로 개발된 바 있었다. 1980년 중국사회과학원 회원이 되었다.